# Роберт Мудражія
Роберт Мудражія (хорв. Robert Mudražija, нар. 5 травня 1997, Загреб) — хорватський футболіст, півзахисник клубу «Динамо» (Загреб).
Виступав, зокрема, за клуби «Загреб», «Осієк» та «Копенгаген», а також молодіжну збірну Хорватії.

## Клубна кар'єра
Народився 5 травня 1997 року в місті Загреб. Вихованець юнацьких команд футбольних клубів «Динамо» (Загреб) та «Загреб».
У дорослому футболі дебютував 2014 року виступами за команду клубу «Загреб», в якій провів два сезони, взявши участь у 39 матчах чемпіонату. 
Протягом 2016—2017 років захищав кольори команди клубу «Ліферінг».
Своєю грою за останню команду привернув увагу представників тренерського штабу клубу «Осієк», до складу якого приєднався 2017 року. Відіграв за команду з Осієка наступні два сезони своєї ігрової кар'єри. Більшість часу, проведеного у складі «Осієка», був основним гравцем команди.
До складу клубу «Копенгаген» приєднався 2019 року. Станом на 2 жовтня 2019 року відіграв за команду з Копенгагена 2 матчі в національному чемпіонаті.

## Виступи за збірні
У 2015 році дебютував у складі юнацької збірної Хорватії (U-18), загалом на юнацькому рівні взяв участь в 11 іграх, відзначившись 3 забитими голами.
У 2018 році залучався до складу молодіжної збірної Хорватії. На молодіжному рівні зіграв в одному офіційному матчі.

## Статистика виступів

### Статистика клубних виступів
| Сезон              | Команда            | Чемпіонат          | Чемпіонат | Чемпіонат | Національний кубок | Національний кубок | Національний кубок | Континентальні кубки | Континентальні кубки | Континентальні кубки | Інші змагання | Інші змагання | Інші змагання | Усього | Усього |
| Сезон              | Команда            | Ліга               | Ігор      | Голів     | Ліга               | Ігор               | Голів              | Ліга                 | Ігор                 | Голів                | Ліга          | Ігор          | Голів         | Ігор   | Голів  |
| ------------------ | ------------------ | ------------------ | --------- | --------- | ------------------ | ------------------ | ------------------ | -------------------- | -------------------- | -------------------- | ------------- | ------------- | ------------- | ------ | ------ |
| 2014–15            | «Загреб»           | 1. ХФЛ             | 17        | 1         | КЧ                 | -                  | -                  | -                    | -                    | -                    | -             | -             | -             | 17     | 1      |
| 2015–16            | «Загреб»           | 1. ХФЛ             | 22        | 0         | КЧ                 | 2                  | 0                  | -                    | -                    | -                    | -             | -             | -             | 24     | 0      |
| Усього за «Загреб» | Усього за «Загреб» | Усього за «Загреб» | 39        | 1         |                    | 2                  | 0                  |                      | -                    | -                    |               | -             | -             | 41     | 1      |
| 2016–17            | «Ліферінг»         | EL                 | 10        | 0         | КА                 | -                  | -                  | -                    | -                    | -                    | -             | -             | -             | 10     | 0      |
| 2017–18            | «Осієк»            | 1. ХФЛ             | 31        | 1         | КЧ                 | 1                  | 0                  | ЛЄ                   | 5                    | 0                    | -             | -             | -             | 37     | 1      |
| 2018–19            | «Осієк»            | 1. ХФЛ             | 3         | 1         | КЧ                 | 0                  | 0                  | ЛЄ                   | 3                    | 1                    | -             | -             | -             | 6      | 2      |
| Усього за «Осієк»  | Усього за «Осієк»  | Усього за «Осієк»  | 34        | 2         |                    | 3                  | 0                  |                      | 8                    | 1                    |               | -             | -             | 45     | 3      |
| Усього за кар'єру  | Усього за кар'єру  | Усього за кар'єру  | 83        | 3         |                    | 3                  | 0                  |                      | 8                    | 1                    |               | -             | -             | 94     | 4      |